# ウェストローズ・モール銃乱射事件
座標: 北緯41度15分55.80秒 西経96度4分3.00秒 / 北緯41.2655000度 西経96.0675000度
ウェストローズ・モール銃乱射事件（ウェストローズ・モールじゅうらんしゃじけん、The Westroads Mall shooting）は、2007年12月5日に、アメリカ合衆国・ネブラスカ州オマハのウェストローズ・モールの百貨店フォン・マウアーで発生した銃器乱射事件。
19歳の犯人ロバート・A・ホーキンス（Robert A. Hawkins）が、自身を含め9人を殺害し、さらに4人の負傷者（うち2人は重傷）を出した。
この事件は、ネブラスカ州においては、1958年のチャールズ・スタークウェザーの一連の殺人事件以来の大量殺人であった。

## 事件の経緯

### 事件前
事件が起こる1時間ほど前、ホーキンスの母親は、「俺は自分と一緒にいくらかのクソを道連れにする ... 考えてみな、それでガッツリ有名になるぜ (I just want to take a few pieces of shit with me... just think tho, I'm gonna be fuckin famous〔ママ〕.)」と記された息子の自殺予告を見つけ、サーピィ郡保安官事務所に通報していた。
最初は丸腰だったホーキンスは、フォン・マウアー百貨店の南玄関から13時36分（中部標準時 (CST)：19:36 UTC）に入店した。店内に少し入ったところで、彼はしばし立ち止まり、何か叫ぶようにしながら踵を返して立ち去った。6分後、同じ入口から戻ってきた彼は、すぐ右手のエレベーターの方へ向かったが、このときは養父の家からジャングルスタイルにテープで連結された30個ほどの弾倉とともに盗み出した Century WASR-10（AKM（7.62x39mm弾）半自動小銃の商用コピー）を、セーターの下に隠し持っていた。彼はエレベーターに乗り込んで最上階へ向かった。

### 乱射
13時43分（CST：19:43 UTC）ころ、ロバート・ホーキンスは3階でエレベーターを降り、銃撃を始めた。ホーキンスは、6分間ほどの間に8人を射殺し、4人を負傷させた上で、カスタマー・サービスのデスク付近で、自分の頭部を撃ち抜いて自殺した。ホーキンスは30発以上を発砲し、12人を撃った。6人は即死だったが、1人は病院へ搬送中に絶命し、残りの1人は別の病院の救急救命室に到着して45分後に死亡した。
オマハ市警察署は、最初の911通報からほぼ6分後にウェストローズ・モールに到着した。最初の通報がなされた70秒間、通報者が耳にしたのは銃撃の音ばかりであった。この911通報を録音したテープと、書き起しは、モールに設けられていた保安用の監視カメラの映像とともに、2007年12月7日に警察から公開された。911通報の録音の中には、銃撃音が聞こえるものもある。
ホーキンスの検死から、彼が200ng/mL（ナノグラム/ミリリットル）のジアゼパム（ロシュ社の抗不安薬「Valium」）を服用していたことが明らかになったが、これは通常の処方量（100-1500ng/mL）の少なめの量にあたるものであった。他の薬物の痕跡は、検出されなかった 。

## 事件後

### 犠牲者たち
ホーキンスの乱射によって、8人が殺された。そのうち6人はフォン・マウアー百貨店の従業員で、あとの2人は買い物客だった。犠牲者は以下の通り。
| - ビバリー・フリン (Beverly Flynn), 47（従業員） - ジャネット・ジョーゲンセン (Janet Jorgensen), 66（従業員） - ゲイリー・ジョイ (Gary Joy), 56（従業員） - ジョン・マクドナルド (John McDonald), 65（買い物客） | - ゲイリー・シャーフ (Gary Scharf), 48（買い物客） - アンジー・シュスター (Angie Schuster), 36（部門責任者） - ダイアン・トレント (Dianne Trent), 53（従業員） - マギー・ウェッブ (Maggie Webb), 24（従業員） |

4人は、ホーキンスに銃撃されたものの生き延びた。重傷を負った2人は、店の従業員であった。フレッド・ウィルソン (Fred Wilson, 61) は、カスタマー・サービス部門の責任者であった。彼は、胸部上方を撃たれ、ネブラスカ大学医療センターに送られた。彼は、救急救命室に到着するまでに、全身の血液の4分の3を失い、脈拍も停止していた。ウィルソンは翌週の週末には一般病棟へ移り、程なくして意思疎通もある程度できるようになった。もうひとりの重傷者は、カスタマー・サービス部門の従業員だったマイケル・"ミッキー"・オールダム (Micheale "Mickey" Oldham, 65) で、クレイトン大学医療センターに送られた。彼女は腹部と背部に重傷を負っており、生き延びた負傷者の中では最も重態だった。
同じく負傷した買い物客のジェフ・シャファート (Jeff Schaffart, 34) は、左腕と左手小指を撃たれてネブラスカ大学医療センターで処置を受け、すぐに退院した。オマハ市警察署は、2007年12月7日になって、マンディ・ハイダ (Mandy Hyda, 34) が、飛散した銃弾の破片が左脚にあたってアザを作ったと発表した。彼女は、病院へは搬送されず、特に処置も受けなかった。事件発生当初には、（ハイダは別として）5人の負傷者がいると報じられたが、この中には、ホーキンスの銃撃による負傷以外の理由で病院へ搬送された2人が含まれていた。

### コミュニティの反応
フォン・マウアー社は、アイオワ州ダベンポートの本社で、「本日午後、オマハ店で発生した恐ろしい乱射事件によって私どもは深く悲しんでおります。私どもの思いと祈りは、この悲劇的なできごとの犠牲者の皆さんと、その家族とともにあります (We are deeply saddened by the horrific shooting at our Omaha store this afternoon. Our thoughts and prayers are with the victims of this tragic event, as well as their families.)」とする声明を発表した。同様の声明は、同社のウェブサイトにも掲げられた。ウェストローズ・モールもウェブサイトに「私どもの思いと祈りは、この悲劇に見舞われたすべての皆さんとともにあります。 (Our thoughts and prayers remain with all affected by this tragedy.)」と声明を出した。モールのホームページには、週末の土曜日にあたる12月8日まで休業する旨が告知されたが、事件の現場となったフォン・マウアー百貨店は12月20日まで再開されなかった。事件後のフォン・マウアー百貨店の壁面には、犠牲者を悼む花や様々なサインが飾られた。2008年1月12日には、犠牲者の家族を支援するために寄せられた基金が100万ドルを超えた。

## 犯人
被疑者のロバート・A・ホーキンス（Robert A. Hawkins、1988年5月17日 - 2007年12月5日）は事件当時19歳であった。ホーキンスは、イングランド南部サフォーク州のレイクンヒース空軍基地で、アメリカ人の両親、ロナルド・ホーキンス (Ronald Hawkins) とマーベル・"モリー"・ロドリゲス (Maribel "Molly" Rodriguez) の間に生まれた。両親のもとを離れて暮らすこととなったホーキンスは、オマハの南方10マイル (16 km)ほどの郊外にあるベルビューで、クエイル・クリーク地区 (the Quail Creek Neighborhood) のランチ・ハウスに、友人2人と彼らの母親たちとともに住んでいた。養父は、ホーキンスを、わずか4歳の頃から精神科医に診せていた。ホーキンスは6歳までの間に、セラピーの集まりに顔を出し、薬も服用し、うつ病で入院もした。人生の大部分を通して、ホーキンスや彼の家族は、彼の精神疾患に振り回されていた。14歳の誕生日の翌日、ホーキンスは養母キャンダス・シムズ (Candace Sims) に対して斧を持ち出して殺すぞと威嚇し、精神病院に送られた。4か月後、ホーキンスはネブラスカ州の被後見人とされ、この状態は4年近く続いた。彼は2度にわたり精神病院に入院措置となり、注意欠陥障害、突然の気分障害、反抗挑戦性障害や、親子関係の諸問題に苛まれていた。彼の措置にかかった州負担の経費は265,000ドルにのぼった。ホーキンスはパピヨン＝ラヴィスタ高校に入学したが、謹慎処分を受け、最終的に2006年3月に退学してしまったが、GEDは取得した。ホーキンスの住んでいた家の家主であるデボラ・マルカ＝コヴァック (Debora Maruca-Kovac) は、彼が「トラブル続き (troubled)」だったと語っている。彼女はまた、ホーキンスが、17ドルを盗んだとしてマクドナルドを解雇されて、うつ状態になっていた、とも、事件の2週間前にガールフレンドと別れたことでも落ち込んでいた、とも述べた。
2007年11月24日、ホーキンスは軽微な非行および2件のアルコール関係の罪状の疑いで、行政処分のチケットを切られたが、罪状のひとつは未成年のアルコール所持 (underage possession of alcohol) であった。彼は、その罪状認否のため、2007年12月19日に法廷へ呼び出されていた。地元のニュース・ソースによると、彼は地元のあるティーンエージャーを、自分のCDプレーヤーを盗んだと言いがかりをつけて、殺すと脅したという。彼はまた、オマハで養父母のもとにいた時期にも、重篤な薬物所持でも有罪判決を受けていた。
ウェブサイト「The Smoking Gun」は、ホーキンスの3ページに及ぶ自殺予告のコピーを掲載したが、これは家族宛の言葉のほか、友人たち宛、そして遺言と宣誓から成っており、最後の紙の下には署名と社会保険番号が記されていた。ニュース速報では、ホーキンスが自殺予告で「カッコ良く決めにいくぜ (I'm going out in style;)」と書いていたと報じられたが、そのような文言は公開されたいずれの文書にも見られない。
乱射事件の翌日、ホーキンスの家族は声明を発表し、犠牲者への哀悼の意を表した。2007年12月13日、ホーキンスの母親は、朝のテレビ番組『グッド・モーニング・アメリカ』のインタビューの中で、息子の行動について公に謝罪した。
2016年、Investigation Discovery のテレビ・シリーズ『Evil Lives Here』は、ホーキンスが暴力的な遺伝子の配列をもっていたのではないかとする説を取り上げた。